# Моррис, Джош (футболист)
Джошуа Фрэнсис Моррис (англ. Joshua Francis Morris; 30 сентября 1991, Престон, Англия) — английский футболист, играющий на позиции полузащитника, игрок клуба «Мотеруэлл».

## Карьера
Джош родился в Престоне, Англия, и присоединился к «Блэкберн Роверс», когда ему было тринадцать.
15 сентября 2010 года Моррис подписал двухлетний контракт до лета 2012 года с возможностью продления на год. Будучи выпускником молодёжной системы «Роверс», он дебютировал в разгромном матче с «Манчестер Юнайтед» 27 ноября 2010 года, в котором «Блэкберн» проиграл со счетом 7-1. В том сезоне Моррис сыграл ещё четыре игры. В следующем сезоне 2011/12 Джош также впервые появился в матче с «красными дьяволами», выйдя на замену в победном матче «Блэкберна» (3:2).
22 марта 2012 арендован клубом лиги один №Йовил Таун" до конца сезона. Дебютировал спустя двя дня на позиции левого полузащитника в матче против «Хартлпул Юнайтед». За «Йовил» сыграл пять матчей.